# Diásporo (botânica)
Em botânica, diáspero é uma unidade de dispersão das plantas composta por uma semente ou esporo mais quaisquer tecidos adicionais que ajudem à dispersão. Em algumas espermatófitas, o diásporo é ao mesmo tempo semente e fruto, ou semente e elaiossoma. Noutras, o diásporo é a maior parte ou a totalidade da planta, como no caso de espécies do género Salsola.
São comuns em ervas daninhas e plantas ruderais.